# 5개의 무덤
《다섯 개의 무덤》(Five Graves To Cairo)은 미국에서 제작된 빌리 와일더 감독의 1943년 스릴러, 전쟁 영화이다. 프랜쵸 톤 등이 주연으로 출연하였다. 제2차 엘 알라메인 전투를 소재로 했다. 영화의 제목은 에르빈 롬멜이 숨겨뒀다고 얘기되는 보급 물자 창고 다섯 곳을 가리킨다.

## 출연

### 주연
- 프랜쵸 톤
- 앤 백스터
- 아킴 타미로프

### 조연
- 포르투니오 보나노바
- 피터 밴 아이크
- 에리히 폰 슈트로하임

## 제작진
- 협력프로듀서: 찰스 브래킷
- 의상: 이디스 헤드